# Anton Christian Bang

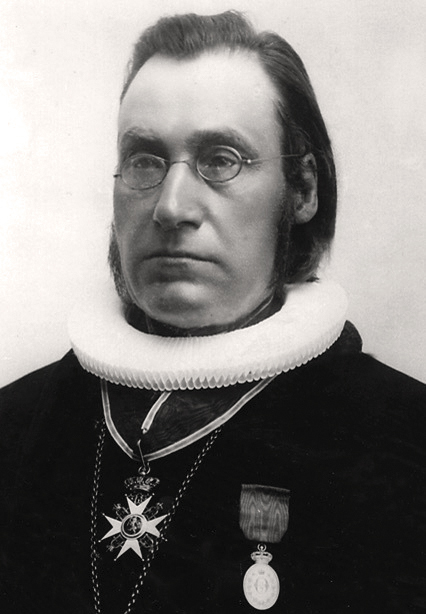
Anton Christian Bang

Anton Christian Bang, född 18 september 1840, död 29 december 1913, var en norsk biskop och kyrkohistoriker, far till medicinaren Ivar Christian Bang.
Bang var son till en lantbrukare och fiskare och började själv som Lofotenfiskare, men intogs i Tromsø seminarium, avlade teologisk ämbetsexamen 1867, tjänstgjorde därefter som präst, blev teologie doktor 1876 samt extraordinarie professor i kyrkohistoria i Kristiania 1885. Han utsågs till kyrkominister i Frederik Stangs andra ministär 1893-96, och var biskop över Kristiania stift 1896-1912.
Bang var en av förgrundsfigurerna i det norska teologiska livet decennierna runt förra sekelskiftet. Han ansågs även som en framstående talare och forskare. Han inledde sitt författarskap med avhandlingen Hans Nielsen Hauge og hans samtid (1874, 3:e upplagan 1910), där hans ortodox-pietistiska sympatier syns tydligt. Han starkaste intressen var knutna till kyrkohistorien, man han intresserade sig även för kyrklig arkeologi samt nordisk och germansk mytologi.
Hans föredrag om Völuspaa og de sibyllinske orakler (1879) framkallade en litterär fejd med bland andra Viktor Rydberg och följdes 1883 av Bidrag til de sibyllinske oraklers...historie. 1902 utgav han en samling Norske hexeformularer og magiske opskrifter. Han sysslade även med textkritiska och historiska studier av Luthers lilla katekes. Hans självbiografi Erindringer (1909, 3:e upplagan samma år) väckte stark ovilja, främst genom sina uttalanden om unionskrisen, formuleringar som Bang plockade bort i senare upplagor.